# Peucetia ananthakrishnani
Peucetia ananthakrishnani là một loài nhện trong họ Oxyopidae.
Loài này thuộc chi Peucetia. Peucetia ananthakrishnani được miêu tả năm 2006 bởi Murugesan et al..